# Sergei Jewgenjewitsch Lopatin

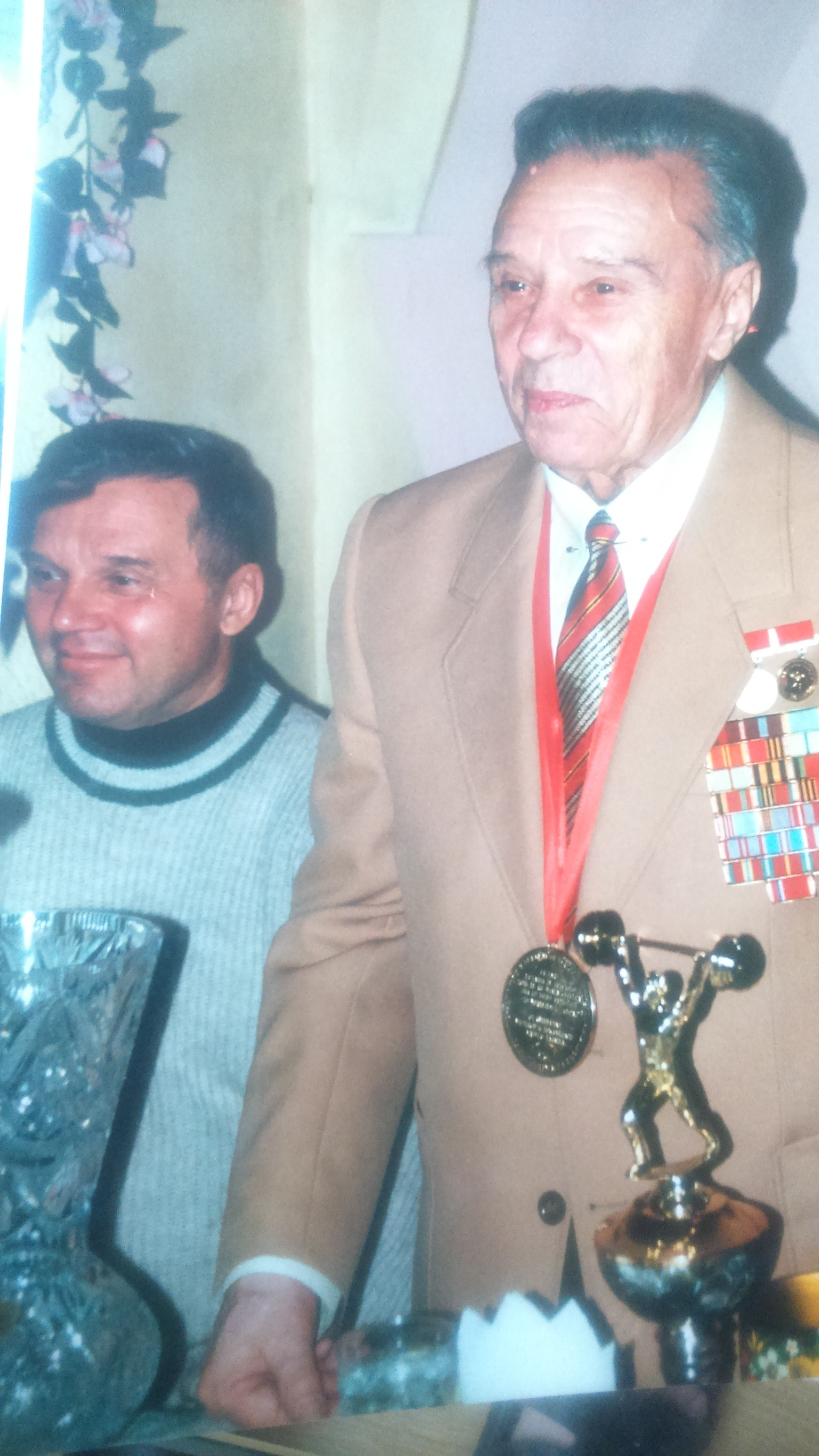
Sergei Lopatin mit seinem Vater Jewgeni Lopatin

Sergei Jewgenjewitsch Lopatin (russisch Сергей Евгеньевич Лопатин, wiss. Transliteration Sergej Evgen'evič Lopatin; * 19. März 1939 in Saratow; † 17. Januar 2004) war ein sowjetischer Gewichtheber.

## Werdegang
Sergei Lopatin wuchs in einer sportlichen Familie auf. Sein Vater war Jewgeni Lopatin, der 1952 bei den Olympischen Spielen in Helsinki im Leichtgewicht hinter Thomas Kono die Silbermedaille gewonnen hatte. Es verwundert daher nicht, dass er sich schon als Jugendlicher ebenfalls dem Gewichtheben zuwandte, nachdem er vorher wie die meisten Jungens schwamm, turnte und Rad fuhr. 1955 bestritt er mit 52 kg Körpergewicht seinen ersten Wettkampf, bei dem er 200 kg im olympischen Dreikampf erzielte.
1958 wurde er zur Sowjetarmee eingezogen und gewann im selben Jahr die Armeemeisterschaft im Leichtgewicht mit 350 kg. Um auch zu internationalen Einsätzen zu kommen, musste sich Sergei erst bei den nationalen Wettkämpfen durchsetzen. Das war in der damaligen Sowjetunion sehr schwer, denn bei diesen Kämpfen wurden oftmals sowohl in der Spitze als auch in der Breite bessere Leistungen erzielt, als bei Olympischen Spielen und Weltmeisterschaften. Sergei kam nur zu einem Einsatz bei einer Weltmeisterschaft. Grund dafür dürfte auch gewesen sein, dass er mit seiner offenen, unbekümmerten Art öfters bei den sowjetischen Funktionären Anstoß erregte, die ihm deswegen Wiktor Buschujew und Wladimir Kaplunow, die er in nationalen Wettkämpfen oftmals besiegt hatte, vorzogen.

## Internationale Erfolge
(WM = Weltmeisterschaft, EM = Europameisterschaft, Le = Leichtgewicht, Mi = Mittelgewicht)
- 1961, 1. Platz, Grand Prix in Moskau, Le, mit 407,5 kg, vor Mustafa Jagly-Ogly, UdSSR, 396 kg und Wladimir Kaplunow, 392,5 kg;
- 1961, 2. Platz, WM + EM in Wien, Le, mit 400 kg, hinter Waldemar Baszanowski, Polen, 402,5 kg und vor Marian Zieliński, Polen, 395 kg;
- 1962, 1. Platz, Grand Prix von Moskau, Le, mit 405 kg, vor Kaplunow 400 kg, und Hussein, Ägypten, 367,5 kg;
- 1962, 1. Platz, Welt-Jugendfestspiele in Helsinki, Le, mit 412,5 kg;
- 1963, 1. Platz, Grand Prix von Moskau, Le, mit 417,5 kg, vor Kaplunow, 395 kg und Wiktor Buschujew, UdSSR, 392,5 kg;
- 1965, 2. Platz, Grand Prix von Moskau, Le, mit 420 kg, hinter Jewgeni Kazura, UdSSR, 422,5 kg und vor Bagocs, Ungarn, 365 kg.

### UdSSR-Meisterschaften
- 1960, 2. Platz, Le, mit 395 kg, hinter Buschujew, 397,5 kg und vor Jagly-Ogly, 390 kg;
- 1961, 1. Platz, Le, mit 405 kg, vor Kaplunow, 405 kg und Buschujew, 395 kg;
- 1963, 1. Platz, Le, mit 420 kg;
- 1965, 1. Platz, Le, mit 420 kg, vor Kazura, 415 kg und Nogaitschew, 407,5 kg;
- 1966, 6. Platz, Mi, mit 405 kg, Sieger: Wiktor Kurenzow, 435 kg.

## Weltrekorde
(alle im Leichtgewicht, d. i. bis 67,5 kg Körpergewicht, erzielt)
im beidarmigen Drücken:
- 133 kg, 1961 in Kairo,
- 135 kg, 1962 in Helsinki,
- 136 kg, 1963 in Moskau,
- 139 kg, 1963 in Moskau,
- 139,5 kg, 1963 in Moskau.

im beidarmigen Reißen:
- 131 kg, 1963 in Moskau,
- 131,5 kg, 1963 in Lemberg,
- 133 kg, 1965 in Moskau.

im olympischen Dreikampf:
- 395 kg, 1960 in Moskau,
- 400 kg, 1960 in Riga,
- 407,5 kg, 1961 in Moskau,
- 412,5 kg, 1962 in Helsinki,
- 417,5 kg, 1963 in Moskau,
- 420 kg, 1963 in Moskau.